# 魏森博恩 (萨克森州)
魏森博恩（德語：Weißenborn）是德国萨克森州的市镇，隶属于中萨克森县。总面积为22.57平方千米，截至2023年12月31日总人口为2,518人。